# Даниела Дашева
Даниела Станимирова Дашева е българска спортистка, политик и професор, служебен министър на младежта и спорта в правителството на Огнян Герджиков и народен представител от ПГ на „Български възход“ в XLVIII народно събрание.

## Биография
Родена е през 1961 г. През 1983 г. завършва ВИФ „Георги Димитров“ с втора специалност треньор по баскетбол. През 1991 г. защитава докторска дисертация, а през 1999 г. става доцент по Теория и методика на спортната тренировка в НСА. През 2004 година защитава дисертация на тема: Тренировка и адаптация в нестандартни условия” за получаване на научната степен „Доктор на педагогическите науки“.През 2006 г. става професор. От 2008 до 2012 г. е заместник-ректор по Международната дейност и европейска интеграция на НСА. От 27 януари до 4 май 2017 г. е министър на младежта и спорта.
Един от учредителите на „Български възход“. Избрана за Избрана за народен представител от 23 МИР София.

## Монографии и книги
- Дашева, Д. Стрес и адаптация в спорта. Монография, НСА Прес, С., 1998.
- Дашева, Д., Л. Кръстев. Ръководство за семинарни упражнения по Основи на спортната тренировка. София, 1998. Първо издание.
- Дашева, Д., Л. Кръстев, Св. Нейков. Ръководство за семинарни упражнения по Основи на спортната тренировка. София, 2000. Второ преработено издание.
- Желязков, Цв., Д. Дашева. Тренировка и адаптация в спорта. Комливекс, 2000.
- Дашева, Д., Л. Кръстев, Св. Нейков, Ст. Иванов, К.Живкова. Теория и методика на спортната тренировка. Ръководство за спортните училища, ГераАрт, 2001. Първа част.
- Дашева, Д., Л.Кръстев, Св. Нейков, Ст. Иванов, К.Живкова. Теория и методика на спортната тренировка. Ръководство за спортните училища, ГераАрт, 2001. Втора част.
- Jelyazkov, Tz., D. Dasheva. Training and Adaptation in sport. Xerox, 2001.
- Желязков, Цв., Д. Дашева. Основи на спортната тренировка. Учебник, ГераАрт, 2002.
- Дашева, Д., Л.Кръстев. Теория на спортните състезания. Учебно помагало за магистри, НСА прес, С., 2002.
- Дашева, Д. Тренировка и адаптация в нестандартни условия. Монография, Бинс, С., 2004.
- Желязков, Цв., Д. Дашева. Основи на спортната тренировка. Учебник, ГераАрт, 2006.
- Dasheva, D. et al. Training at Altitude (Current trends). Sofia, 2007 (en English).
- Дашева, Д. МЕТОДИЧЕСКО РЪКОВОДСТВО За аклиматизацията (адаптацията) и последния етап от подготовката на олимпийските състезатели на България за участието им на ОИ – Пекин – 2008. НСА Прес, 2007.
- Хаджиев, Н., Д.Дашева. Стрес и адаптация в спорта. Бинс, 2010.
- Желязков, Цв., Д.Дашева. Основи на спортната тренировка. ГераАрт, 2010.
- Дашева, Д. и кол. Спортен терминологичен речник, НСА Прес, 2010, 308 – 325